# Años 1420
Los años 1420 o década del 1420 empezó el 1 de enero de 1420 y terminó el 31 de diciembre de 1429.

## Acontecimientos
- Sitio de Tesalónica

## Personas destacadas
- Juana de Arco, heroína francesa que encabezó el ejército francés en el trascurso de la guerra de los Cien Años.
- En la actual España, el rey Carlos III de Navarra instituye el título de príncipe de Viana.